# 70. вечити дерби у фудбалу
70. вечити дерби у фудбалу је фудбалска утакмица одиграна у Београду 14. априла 1982. године, између Црвене звезде и Партизана. Утакмица се завршила резултатом 4 : 1 (1 : 1) за Црвену звезду.